# Rosso di Montalcino Vigna
Il Rosso di Montalcino Vigna è un vino DOC la cui produzione è consentita nella provincia di Siena.

## Caratteristiche organolettiche
- colore: rosso rubino intenso.
- odore: caratteristico ed intenso.
- sapore: asciutto, caldo, un po' tannico.

## Produzione
Provincia, stagione, volume in ettolitri
- nessun dato disponibile